# Arlesey
Arlesey – miasto w Wielkiej Brytanii, w Anglii, w regionie East of England, w hrabstwie Bedfordshire. W 2007 miejscowość zamieszkiwało 5 690 osób.